# Monkee Bizniz Vol. 4
Monkee Bizniz Vol. 4 è il quindicesimo mixtape del rapper italiano Bassi Maestro, autoprodotto e pubblicato nel 2008.

## Tracce
1. Vengo, vedo, vinco di Bassi Maestro feat. Amir & Jack the Smoker
2. Vecchio di Bassi Maestro
3. Rap ogni minuto di Nex Cassel
4. Escalation (Remix) di Mistaman
5. Belpaese di DDP
6. Tsunami di Evergreen, Asher Kuno, Bat One e Kayl
7. Nelle mie mani di Baby K
8. Il silenzio di chi urla di Gene5 & NoOne feat. Sqhiptar
9. Un buco nell'acqua di Maxi B feat. Michel
10. Siamo un mito di Bassi Maestro feat. Jack the Smoker & MDT
11. Amazing' di Ghettospacciofamily
12. Che vieni a fare di Primo Brown
13. Lo stato dei fatti di Ape
14. Abli Dubli Remix di The Dublinerz (Bassi Maestro, Supa, Lord Bean)
15. Come facciamo noi di Mario (Fratelli Quintale)
16. Non scordarlo mai di Zampa
17. Lei di Babaman
18. Bad Trip di Mr. Cocky feat. Jack the Smoker
19. Un senso di Pezzo feat. Inkastro
20. Mai così lontano (bonus track) di Nefer